# Krzysztof Respondek
Krzysztof Ludwik Respondek (ur. 17 lipca 1969 w Miasteczku Śląskim, zm. 22 grudnia 2023 w Zabrzu) – polski aktor, piosenkarz i artysta kabaretowy.

## Życiorys
Pochodził z Miasteczka Śląskiego. Był absolwentem II LO im. Stanisława Staszica w Tarnowskich Górach. W 1992 ukończył studia na Wydziale Aktorskim PWST we Wrocławiu (wydziały zamiejscowe krakowskiej PWST).
W latach 1992–1999 był związany z Teatrem Rozrywki w Chorzowie, gdzie występował na ogół w musicalach i miał możliwość współpracować m.in. z takimi reżyserami, jak Józef Szajna, Marcel Kochańczyk, Wojciech Kępczyński.
1 stycznia 1999 dołączył do zespołu artystycznego kabaretu Rak, występował również indywidualnie jako stand-uper.
Zwyciężył w finale edycji programu rozrywkowego Polsatu Jak oni śpiewają, z którego wszystkie nagrody przeznaczył na cele charytatywne. Po finale programu na rynek trafił singiel z dwoma utworami, które zaśpiewał w programie: „Szczęśliwej drogi, już czas” oraz „Spokojnie, Polsko!”. Zwyciężył również w szóstej edycji Jak oni śpiewają.
W latach 2007–2015 grał jedną z głównych ról w serialu telewizyjnym Barwy szczęścia. Wiosną 2009 był gospodarzem programu Najśmieszniejsze momenty świata. Rok później zagrał główną rolę w opartym na faktach filmie Laura, opowiadającym o górniku, który podczas katastrofy górniczej w kopalni Halemba jesienią 2006 przetrwał pod ziemią 111 godzin.
W 2011 zdobył Złoty Samowar i 50 tys. zł na Festiwalu Piosenki Rosyjskiej, za wykonanie utworu „Berega Rossii”. 15 kwietnia 2013 wydał debiutancki album studyjny pt. Taki świat kupuję, nad którym współpracował z Aleksandrem Woźniakiem. Jesienią 2015 wziął udział w czwartej edycji programu rozrywkowego Polsatu Twoja twarz brzmi znajomo.
Zmarł 22 grudnia 2023 w Zabrzu, w wyniku zawału serca. 30 grudnia 2023 został pochowany na cmentarzu komunalnym w Tarnowskich Górach.

## Życie prywatne
Był żonaty z Katarzyną (ur. 1969), z którą miał dwie córki – Antoninę (ur. 1993) i Florentynę (ur. 2002).

## Nagrody
- 1995: Złota Maska za rolę Che Guevary w musicalu Evita
- 2008: Brylantowy Mikrofon w programie Jak oni śpiewają oraz kontrakt na nagranie własnej płyty, którego nie wykorzystał
- 2009: Perłowy Mikrofon w programie Jak oni śpiewają
- 2010: nominacja do Wiktora w kategorii Największe Odkrycie Telewizyjne
- 2011: Złoty Samowar i 50 tysięcy złotych na Festiwalu Piosenki Rosyjskiej

## Spektakle teatralne
- 1993: Duże z pianką jako Pan 3 (reż. Józef Skwark)
- 1993: Ślady Świadek (reż. J. Szajna)
- 1993: Księżniczka Turandot jako Tartaglia (reż. Dariusz Miłkowski)
- 1993: Skrzypek na dachu jako Żebrak Naum (reż. Marcel Kochańczyk)
- 1994: Ania z Zielonego Wzgórza jako Gilbert Blythe (reż. Maciej Korwin)
- 1994: Evita jako Che Guevara (reż. M. Kochańczyk)
- 1996: Ocean niespokojny jako Federico (reż. D. Miłkowski)
- 1996: Gershwin (widowisko baletowe; reż. Zofia Rudnicka)
- 1997: Pomsta jako Wacław (przedstawienie impresaryjne; reż. Henryk Konwiński)
- 1997: Fame jako Joe (reż. W. Kępczyński)
- 1999: Na szkle malowane jako Janosik (reż. J. Skwark)

## Filmografia
- 1991: Melodyjka (etiuda szkolna) – śpiewak
- 1993: Magneto – młody Magneto
- 1995: Wakacje na Hawajach – Bronek
- 1997: Sława i chwała – Wiewiórski, syn lokaja Stanisława (odc. 4-6)
- 1999–2004, 2007: Święta wojna – Ewald, kolega Bercika (odc. 5, 15, 19, 21, 34, 54, 83, 136, 165, 187, 199, 259)
- 2005: Barbórka – Krystian Szewczyk
- 2006: Kryminalni. Misja śląska – podkomisarz Łukasz Strzelecki
- 2006: Kryminalni – podkomisarz Łukasz Strzelecki (odc. 41-43)
- 2007: Odwróceni – Marian Huba, komisarz oficer CBŚ (odc. 1-3, 7, 12-13)
- 2007–2015: Barwy szczęścia – Michał Jeleń
- 2008: I kto tu rządzi? – Krystian (odc. 47)
- 2008: Agentki – Klemens Grójecki
- 2009: Naznaczony – Stanisław Kornacki (odc. 2, 5)
- 2009: Na dobre i na złe – Sławek, ojciec Weroniki (odc. 368)
- 2010: Laura – Zbyszek Nowak
- 2011: Hotel 52 – Paweł, mąż Mileny (odc. 40)
- 2013: Prawo Agaty – Wiktor Tumski (odc. 43)
- 2013: Okruchy (etiuda szkolna) – górnik
- 2023: Komisarz Alex – Daniel Bitner (odc. 246)

## Dyskografia

### Albumy studyjne
| Rok  | Dane dot. albumu                                                                                      | Najwyższa pozycja na liście |
| Rok  | Dane dot. albumu                                                                                      | POL                         |
| ---- | --- | --------------------------- |
| 2013 | Taki świat kupuję - Wydany: 15 kwietnia 2013 - Wytwórnia: MJM Music PL - Format: CD, digital download | 12                          |

### Maxi single
| Rok  | Dane dot. albumu                                                             |
| ---- | ---------------------------------------------------------------------------- |
| 2008 | Jak oni śpiewają - Wydany: 5 czerwca 2008 - Wytwórnia: My Music - Format: CD |

## Upamiętnienie
6 czerwca 2024 roku Krzysztof Respondek został patronem Specjalnego Ośrodka Szkolno-Wychowawczego w Tarnowskich Górach.